# Crémant de Bordeaux

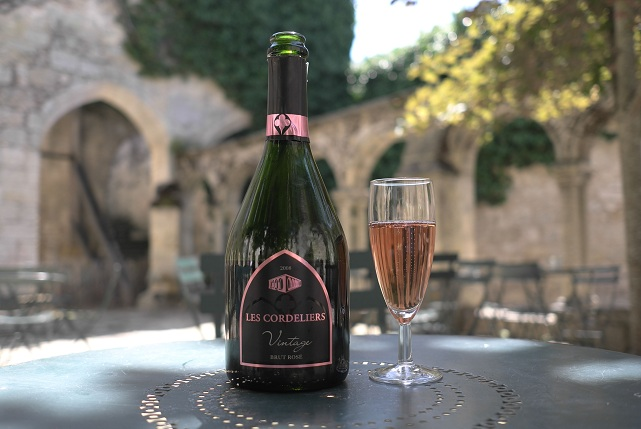
Crémant de Bordeaux Les Cordeliers

Crémant de Bordeaux es un vino espumoso con denominación de origen de la región vinícola de Burdeos, en Francia. Se aplica a vinos blancos espumoso (realizados con al menos un 70% de variedades principales) y rosados también espumoso, con segunda fermentación en botellas. 
Como el champán, los crémants pueden ser brut, semisecos o dulces, según la cantidad de azúcar añadida.
Producción: un poco más de 100 hectáreas, por toda la Gironda. 
La producción se basa en la utilización de galerías naturales de las orillas de los ríos Garona y Dordoña, juzgadas predestinadas, gracias a su elevado tipo en humedad, a creación de espuma y la elaboración de estos vinos.
La recogida de uva se desarrolla de manera exclusivamente manual. El almacenamiento en tamices (en cajas) es obligatorio. Por otra parte, las distintas fases de elaboración están reguladas: prensado, fermentación, creación de espuma en botella, trasiego y desatasco. Sólo las uvas de la denominación "Burdeos" pueden servir de materia prima a la vinificación. La fermentación debe desarrollarse en la región. Por otra parte, el crémant de Burdeos debe sufrir una maduración en botella sur lies de, al menos, nueve meses. 
La sobrepresión de gas carbónico debe ser al menos igual a 3,5 atmósferas medidas a la temperatura de 20 °C. 
Variedades para los crémants rosados: cabernet sauvignon, cabernet franc, merlot tinta, petit verdot, carménère y malbec o "Côt".
Las uvas para los crémants blancos son: 
- Variedades principales: semillón, sauvignon y muscadelle
- Variedades secundarias (con un límite del 30%): merlot blanc, colombard, mauzac, ondenc y ugni blanc.

Los crémants blancos son, gracias al semillón y el sayvignon, vinos frescos y nerviosos. Los crémants rosados son afrutados, elegantes y muy finos. Destinados a beberse jóvenes, los crémants son excelentes como vino de aperitivo o vino de base de cóctel. Puede guardarse de 2 a 3 años. La temperatura ideal para apreciar un crémant es de 5 a 7°.

## Los principales productores de la región
- Les Cordeliers
- Grands Chais de France
- La compagnie du Crémant de Bordeaux
- Chamvermeil
- Remy Breque
- Lateyron
- Mons-Maleret
- Jaillance
- Ballarin
- Wikimedia Commons alberga una categoría multimedia sobre Crémant de Bordeaux.

- Datos: Q922874
- Multimedia: Crémant de Bordeaux / Q922874